# Telotha silurii
Telotha silurii är en kräftdjursart som beskrevs av Szidat och Christoph D. Schubart 1960. Telotha silurii ingår i släktet Telotha och familjen Cymothoidae. Inga underarter finns listade i Catalogue of Life.